# Hydrelia marginipunctata
Hydrelia marginipunctata är en fjärilsart som beskrevs av W. Warren 1893. Hydrelia marginipunctata ingår i släktet Hydrelia och familjen mätare. Inga underarter finns listade i Catalogue of Life.